# Aeroportul Žilina
Aeroportul Žilina (IATA: ILZ, ICAO: LZZI) este un aeroport din Dolný Hričov, Žilina, Žilina, Slovacia ce deservește zona Žilina. Aeroportul a fost tranzitat în 2018 de 523 de pasageri. A fost deschis în 2 august 1974 și numit după zona deservită.
Situat la o altitudine de 311 m, aeroportul dispune de o singură pistă. Este operat de Letisková spoločnosť Žilina⁠(d).